# Itzling Nord
Itzling Nord ist ein kleiner, nördlicher Stadtteil der Statutarstadt Salzburg. In dem erst seit 1950 zu Salzburg gehörenden Gebiet sind der städtische Schlachthof und ein Umspannwerk von Bedeutung.

## Geographie
Itzling Nord liegt am nördlichen Stadtrand von Salzburg, Entfernung zum Stadtzentrum etwa 5 Kilometer. Der Stadtteil umfasst die Ortslagen der Stadt, die nördlich der Westautobahn (A1) am salzachseitigen Fuß des Plainbergs liegen. Das sind folgende Stadtgebiete:
- die zu Salzburg gehörenden Teile von Hagenau
- die Schlachthofsiedlung im Norden

Die beiden Ortslagen sind durch ein Wäldchen und Wiesenreste voneinander getrennt.
Der Stadtteil umfasst heute (2012) etwa 120 Adressen. Er bildet den Zählsprengel 380 des Zählbezirks Itzling-West/Hagenau.
Nachbarortschaften und Stadtteile:
| Muntigl (Gem. Bergheim, Bez. Sbg.-Umgebung) |  | Bergheim (Gem. Bergheim, Bez. Sbg.-Umgebung) |
| Liefering *                                 |  |                                              |
|                                             |  | Itzling                                      |

* andere Salzachseite

## Geschichte, Wirtschaft und Verkehr
Das Gebiet gehörte ursprünglich zur Gemeinde Bergheim und wurde 1950 nach Salzburg eingemeindet. Noch während des Zweiten Weltkrieges übersiedelte der Schlachthof aus Froschheim, wo er zum Ärgernis geworden war, in die Salzachauen nördlich der Stadt. 1950 tauschte die Stadt mit Bergheim das Gebiet wegen des Schlachthofs gegen den 1939 eingemeindeten Plainberg.
Die Katastralgemeinde Bergheim II, zu der auch Teile von Itzling und Kasern gehören, umfasst diese seinerzeitige Gebietsänderung, kleine Teile im Süden von Itzling Nord gehören zur Katastralgemeinde Itzling, das schon 1935 eingemeindet worden war. 
1939 wurde auch der Autobahnbau begonnen und etwa bis Zilling trassiert, in den Kriegsjahren 1941 aber weitgehend eingestellt. Erst 1957 wurde die Autobahn eröffnet.
Die Salzachregulierung wurde hier am Fuß des Plainbergs schon Ende des 19. Jahrhunderts begonnen, vorher verlief die Straße nach Oberndorf direkt durch das etwas erhöht am Berg liegende Dorf Bergheim. Dann war eine ebene Straße, heute (L118 Bergheimer Landesstraße, hierorts Oberndorfer Straße und weiter B156 Lamprechtshausener Straße), möglich, parallel wurde auch die Salzburger Lokalbahn trassiert.
Nach dem großen Hochwasser 1959, als die Autobahnbrücke – nachdem die unterstützten Pfeiler nachgegeben hatten – einstürzte, musste in der Folge eine verbesserte Sohlsicherung vorgenommen werden.
In den Nachkriegsjahren siedelt sich hier sukzessive Gewerbe an, und es entstand die kleinstrukturierte Schlachthofsiedlung, außerdem wurde das Umspannwerk Hagenau für die Stadtwerke und die Lokalbahn errichtet. In den 1990ern wurde die völlig überlastete Anschlussstelle L118/B156, wo die B156 Richtung Lengfelden weiterläuft, überarbeitet.
Heute wird der Raum aufgrund seiner Lage als eigenständiger Stadtteil gerechnet. Durch die teilweise gemeinsam betriebene Raumplanung von Salzburg und Umgebung haben die Gemeindegrenzen weniger Bedeutung als in früheren Jahrzehnten.